# Lý thuyết nhóm hình học

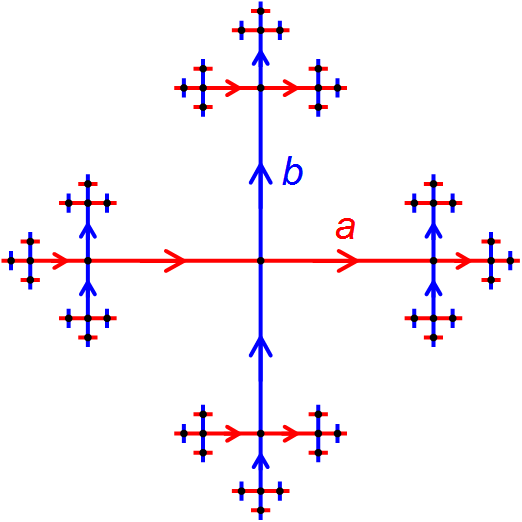
Đồ thị Cayley của nhóm tự do có hai phần tử sinh. Đây là nhóm hyperbol có biên Gromov là tập Cantor. Tương tự với đồ thị Cayley, nhóm hyperbol và biên của nó là một trong những chủ đề quan trọng trong lý thuyết nhóm hình học.

Lý thuyết nhóm hình học là một nhánh trong toán học chuyên nghiên cứu các nhóm hữu hạn sinh qua các mối liên hệ giữa tính chất đại số của các nhóm đó với các tính chất tô pô và hình học của các không gian mà các nhóm đó tác động lên (tức là, các nhóm đang xét thực ra là các đối xứng hình học hoặc là biến đổi liên tục của một số không gian).
Một ý tưởng quan trọng khác trong lý thuyết nhóm hình học là coi các nhóm hữu hạn sinh đó làm đối tượng hình học. Để đạt được ý tưởng này, ta thường dùng đồ thị Cayley của các nhóm đó, và bên cạnh cấu trúc đồ thị còn có cấu trúc của không gian mêtric, cảm sinh từ mêtric từ.
Bởi lý thuyết nhóm hình học là nhánh phân biệt và vẫn còn khá là mới nên dễ nhận được sự để ý của các nhà toán học cuối những năm 1980. Lý thuyết nhóm hình học tương tác gần với tô pô số chiều nhỏ, hình học hyperbol, tô pô đại số, lý thuyết nhóm nhóm tính toán và hình học vi phân. Ngoài ra có các mối liên hệ với lý thuyết độ phức tạp tính toán, logic toán học, nghiên cứu các nhóm Lie và các nhóm con rời rạc của nó, hệ thống động lực, lý thuyết xác suất, K-lý thuyết, và các nhánh khác trong toán học.
Trong phần giới thiệu của cuốn Topics in Geometric Group Theory (dịch: Các chủ đề trong lý thuyết nhóm hình học), Pierre de la Harpe đã viết: "Một trong những gì tôi tin là thích thú với các đối xứng và nhóm là một cách để đương đầu với các giới hạn của cuộc sống:chúng ta thích nhận nhận ra các đối xứng cho phép ta nhìn thấy nhiều hơn những gì có thể thấy. Theo cách hiểu đó, việc nghiên cứu lý thuyết nhóm hình học do đó là một phần của văn hoá, và làm tôi nhớ tới một số hoạt động Georges de Rham thường làm trong nhiều lúc, chẳng hạn như dạy toán, ngâm thơ của Mallarmé, hoặc đón chào một người bạn".:3

## Lịch sử
Lý thuyết nhóm hình học được hình thành từ lý thuyết nhóm tổ hợp, lý thuyết này chủ yếu nghiên cứu các tính chất của nhóm rời rạc qua việc phân tích biểu diễn nhóm bằng tập hợp để mô tả nhóm bằng thương của nhóm tự do. Nhánh lý thuyết nhóm hình học được nghiên cứu lần đầu bởi Walther von Dyck, một học trò của Felix Klein, vào đầu những năm 1880, và sau đó xuất hiện trong nghiên cứu các phép tính hai mươi mặt năm 1856 của William Rowan Hamilton, khi đó ông đang nghiên cứu nhóm đối xứng hai mươi mặt qua đồ thị cạnh của hình đa diện hai mươi mặt. Hiện tại phần lớn lý thuyết nhóm tổ hợp được gộp chung với lý thuyết nhóm nhóm hình học. Hơn nữa, khi nói "nghiên cứu lý thuyết nhóm hình học", ta thường bao trùm cả nghiên cứu các nhóm rời rạc sử dụng các phương pháp như xác suất, độ đo, số học, giải tích và các cách tiếp cận khác nằm ngoài những gì nằm trong lý thuyết nhóm tổ hợp.
Trong nửa đầu của thế kỷ 20, các công trình mở đường của Max Dehn, Jakob Nielsen, Kurt Reidemeister và Otto Schreier, J. H. C. Whitehead, Egbert van Kampen, cùng với một số người khác đã giới thiệu một số ý tưởng tô pô và hình học trong nghiên cứu các nhóm rời rạc. Các tiền chất khác của lý thuyết nhóm hình học bao gồm lý thuyết khử nhỏ và lý thuyết Bass-Serre. Lý thuyết khử nhỏ được giới thiệu bởi Martin Grindlinger trong những năm 1960 và được mở rộng bởi Roger Lyndon và Paul Schupp. Nó nghiên cứu các  biểu đồ van Kampen, tương ứng với biểu diễn tập hợp hữu hạn cho nhóm qua các điều kiện độ cong tổ hợp và đưa ra các tính chất đại số và thuật toán dựa trên các phân tích đó. Lý thuyết Bass–Serre, được giới thiệu vào năm 1977 trong một quyển sách của Serre, tìm ra thông tin về cấu trúc đại số của các nhóm bằng cách nghiên cứu các tác động nhóm trên cây phức đơn.
Các tiền chất khác bao gồm nghiên cứu mạng nhóm con trong các nhóm Lie, đặc biệt là định lý độ cứng của Mostow, nghiên cứu nhóm Klein, và các thành tựu đạt được trong quá trình nghiên cứu tô pô số chiều nhỏ và hình học hyperbol trong những năm 1970 và đầu năm 1980, được khởi lên bởi chương trình hình học hoá của William Thurston.
Sự nổi dậy của lý thuyết nhóm hình học là một nhánh phân biệt bắt nguồn từ cuối năm 1980 và đâu năm 1990.Bắt đầu từ chuyên khảo năm 1987 của Mikhail Gromov với tên "Hyperbolic groups" (dịch: Các nhóm hyperbol), cuốn sách đó giới thiệu về các nhóm hyperbol (hay còn gọi là nhóm hyperbol Gromov hoặc nhóm có độ cong âm), đặt ra ý tưởng rằng về một nhóm hữu hạn sinh có độ cong âm cực lớn. Chuyên khảo sau đó của ông với tên Asymptotic Invariants of Infinite Groups (dịch: Các bất biến tiệm cận của các nhóm vô hạn), đề xuất ra chương trình tìm hiểu của Gromov về các nhóm rời rạc xê xích nhau phép tựa đẳng cự. Công trình của Gromov có ảnh hưởng lớn trong nghiên cứu các nhóm rời rạc và cụm từ "lý thuyết nhóm hình học" xuất hiện ngay sớm sau đó. (xem ).

## Các chủ đề đang trong nghiên cứu
Các chủ đề và quá trình phát triển trong lý thuyết nhóm hình học của những năm 1990 và năm 2000 bao gồm:
- Chương trình Gromov trong tìm hiểu tính chất tựa đẳng cự của nhóm.

Một chủ đề ảnh hưởng rộng rãi trong chương trình của Gromov là phân loại các nhóm hữu hạn sinh dựa trên hình học cỡ lớn của nó. Nói chính thức, điều này có nghĩa là phân loại các nhóm hữu hạn sinh cùng mêtric từ của chúng xê xích tựa đẳng cự. Chương trình này bao gồm các chủ đề sau: 
1. Nghiên cứu các tính chất không thay đổi dưới phép tựa đẳng cựa. Ví dụ các tính chất của nhóm hữu hạn sinh sinh bao gồm: độ tăng trưởng của nhóm hữu hạn sinh; hàm đẳng chu hoặc hàm Dehn của nhóm có biểu diễn quan hệ hữu hạn, số các mút của một nhóm, độ hyperbol của một nhóm, loại đồng phôi của biên Gromov của nhóm hyperbol  , nón tiệm cận của nhóm hữu hạn sinh (xem .); tính dễ tuân của nhóm hữu hạn sinh; gần như giao hoán (tức là có nhóm con giao hoán có chỉ số hữu hạn); gần như luỹ linh; gần như tự do; và một số tính chất khác.
2. Các định lý dùng bất biến tựa đẳng cự để chứng minh các kết quả đại số về nhóm, lấy ví dụ chẳng hạn: Định lý độ tăng trưởng đa thức của Gromov, định lý mút của Stallings, định lý độ cứng Mostow.
3. Định lý độ cứng tựa đẳng cự, trong đó ta phải phân loại bằng đại số tất cả các nhóm tựa đẳng cự với một số nhóm hoặc không gian mêtric cho trước. Hướng đi này bắt nguồn từ công trình của Schwartz trên các độ cứng tựa đẳng cự của các mạng hạng một và công trình của Benson Farb và Lee Mosher trên độ cứng tựa đẳng cự của các nhóm Baumslag–Solitar.

- Lý thuyết của các nhóm hyperbol-từ và nhóm tương đối hyperbol.Một trong những thành tựu quan trọng trong phát triển lý thuyết này là công trình của Zlil Sela trong những năm 1990 dẫn tới kết quả cho bài toán đẳng cấu cho các nhóm hyperbol-từ.[20] Thuật ngữ nhóm tương đối hyperbol được giới thiệu ban đầu bởi Gromov và 1987[8] và được chỉnh lại bởi Farb[21] và Brian Bowditch,[22] vào khoảng 1990. Nghiên cứu các nhóm tương đối hyperbol xuất hiện nhiều hơn vào những năm 2000.
- Các tương tác với logic toán học và nghiên cứu lý thuyết bậc nhất của các nhóm tự do. Một trong trong những kết quả quan trọng đạt được xuất hiện trên các giả thuyết Tarski, nhờ công trình của Sela[23] cũng như là của Olga Kharlampovich và Alexei Myasnikov.[24] Từ đó nổi lên các nhóm giới hạn và ngôn ngữ và cách thức hoạt động của hình học đại số không giao hoán.
- Tương tác với khoa học máy tính, lý thuyết độ phức tạp tính toán và lý thuyết của các ngôn ngữ hình thức. Chủ đề này nổi bật trong sự phát triển của lý thuyết các nhóm tự động[25], một thuật ngữ được dùng để đặt ra một số điều kiện hình học và điều kiện ngôn ngữ trên phép toán hai ngôi của nhóm hữu hạn sinh.
- Nghiên cứu các bất đẳng thức đẳng chu, các hàm Dehn và dạng tổng quát của chúng trong nhóm có biểu diễn tập hợp hữu hạn. Cụ thể hơn, nghiên cứu này bao gồm công trình của Jean-Camille Birget, Aleksandr Olʹshanskiĭ, Eliyahu Rips và Mark Sapir[26][27] đặc trưng hoá các hàm Dehn khả thi cho nhóm có biểu diễn hữu hạn.
- Lý thuyết của toral hoặc phân tích JSJ cho các đa tạp 3 chiều được lần đầu đặt trong môi trường lý thuyết nhóm bởi Peter Kropholler.[28]  Sau này được phát triển bởi nhiều tác giả cho cả hai nhóm hữu hạn sinh và nhóm có biểu diễn tập hợp hữu hạn.[29][30][31][32][33]
- Các mối liên hệ với giải tích hình học, nghiên cứu các C*-đại số liên kết với các nhóm rời rạc và lý thuyết của xác suất tự do. Cụ thể hơn, chủ để này được biểu diễn bởi quá trình đạt được trên giả thuyết Novikov và giả thuyết Baum-Connes, và sự phát triển và nghiên cứu của các thuật ngữ lý thuyết nhóm có liên quan ví dụ như tính dễ tuân tô pô, chiều tiệm cận, tính khả nhúng đều vào các không gian Hilbert, tính phân rã liên tục (xem.[34][35][36]).
- Tương tác với lý thuyết của giải tích tựa bảo giác trên các không gian mêtric, cụ thể hơn là trong mối liên hệ với giả thuyết Cannon về đặc trưng hoá các nhóm hyperbol có biên Gromov đồng phôi với 2-cầu.[37][38][39]
- Quy tắc chia con hữu hạn, cùng mối liên hệ với giả thuyết Cannon.[40]
- Tương tác với tô pô động lực trong nghiên cứu các tác động của nhóm rời rạc lên nhiều không gian compact và compact hoá nhóm, cụ thể hơn là các phương pháp dùng nhóm hội tụ[41][42]
- Phát triển lý thuyết của các tác động nhóm lên {\displaystyle \mathbb {R} }-cây (cụ thể hơn là máy tính Rips), và các ứng dụng của nó.[43]
- Nghiên cứu tác động nhóm lên các không gian CAT(0) và các phức bậc ba CAT(0),[44] lấy ý tưởng từ hình học Alexandrov.
- Tương tác với tô pô số chiều nhỏ và hình học hyperbol, cụ thể hơn là trong nghiên cứu các nhóm đa tạp 3 chiều (xem ví dụ,[45]), các nhóm ánh xạ lớp của mặt phẳng, nhóm bện và nhóm Klein.
- Giới thiệu các phương pháp xác suất cho việc nghiên cứu tính chất đại số của các đối tượng lý thuyết nhóm "ngẫu nhiên" (nhóm, phần tử nhóm, nhóm con, v.v..). Một trong những phát triển quan trọng gần đây là công trình của Gromov, người dùng các phương pháp xác suất để chứng minh[46] sự tồn tại của một nhóm hữu hạn sinh không nhúng đều được vào không gian Hilbert. Ngoài ra còn có giới thiệu và nghiên cứu thuật ngữ độ phức tạp trường hợp chung[47] cho các thuật toán dành cho toán học và lý thuyết nhóm và các kết quả về độ cứng đại số cho nhóm chung.[48]
- Nghiên cứu việc coi các nhóm automata và nhóm tuần tự đơn đạo là nhóm của các tự đẳng cấu của các cây vô số gốc. Cụ thể hơn, các nhóm của Grigorchuk có độ tăng trưởng trung bình cùng với dạng tổng quát của chúng, thường xuất hiện trong việc nghiên cứu.[49][50]
- Nghiên cứu tính chất độ đo của các tác động nhóm trên không gian đo được, cụ thể hơn là giới thiệu và phát triển thuật ngữ tương đương độ đo và tương đương quỹ đạo, cũng như là dạng tổng quát của độ cứng Mostow dưới lý thuyết độ đo.[51][52]
- Nghiên cứu các biểu diễn unita của các nhóm rời rạc và tính chất Kazhdan (T)[53]
- Nghiên cứu nhóm Out(Fn) (nhóm tự đẳng cấu ngoài của nhóm tự do có hạng n) nói chung và của các tự đẳng cấu nói riêng. Giới thiệu và nghiên cứu không gian ngoài của Culler-Vogtmann [54] và lý thuyết của các đường ray tàu[55] cho các tự đẳng cấu.
- Phát triển lý thuyết Bass–Serre, cụ thể là các kết quả liên quan đến tính truy cập được[56][57][58] và lý thuyết của các dàn trong cây.[59] Quan tâm tới dạng tổng quát của lý thuyết Bass–Serre ví dụ như lý thuyết của các phức hợp của các nhóm.[44]
- Nghiên cứu mô hình đi ngẫu nhiên trên các nhóm và các phần có liên quan trong lý thuyết biên, cụ thể hơn là phần biên Poisson (xem ví dụ.[60]).Nghiên cứu tính dễ tuân và các nhóm hiện vẫn chưa biết tính dễ tuân.
- Tương tác với lý thuyết nhóm hữu hạn, đặc biệt là trong độ tăng trưởng nhóm con.[61]

## Các ví dụ
Các nhóm sau là các nhóm hay được nghiên cứu trong lý thuyết nhóm hình học:
- Nhóm dễ tuân
- Nhóm Burnside tự do
- Nhóm cyclic vô hạn Z
- Nhóm tự do
- Tích tự do
- Nhóm tự đẳng cấu ngoài Out(Fn) (qua không gian ngoài)
- Nhóm hyperbol
- Nhóm ánh xạ lớp (tự đẳng cấu của các mặt phẳng)
- Nhóm đối xứng
- Nhóm bện
- Nhóm Coxeter
- Nhóm Artin Tổng quát
- Nhóm Thompson F
- Nhóm CAT(0) group
- Nhóm số học
- Nhóm tự động
- Nhóm Fuchsia, Nhóm Klein, và các nhóm khác tác động chân chính không liên tục trên các không gian đối xứng, đặc biệt là trên các mạng nhóm con trong nhóm Lie nửa đơn.
- Nhóm giấy tường
- Nhóm Baumslag–Solitar
- Các nhóm nền tảng của đồ thị của các nhóm
- Nhóm Grigorchuk